# Језеро (кратер)
Језеро је кратер на Марсу, на координатама . Пречник кратера је око 49 km. На основу података прикупљених летелицама из орбите сматра се да је кратер у далекој прошлoсти често био плављен, и садржи делту богату наслагама глине.
Кратер је добио назив по истоименом месту у Републици Српској.

## Ровер 2020.
Овај кратер првобитно је предложен као место слетања Марсове научне лабораторије (ровера Кјуриосити), али није изабран. Касније је предложен за место слетања Ровера 2020, који би требало да буде лансиран 2020. године. Постоји могућност да је унутар кратера дошло до развоја живих организама, јер се сматра да је језеро постојало у дужем временском периоду; процењује се да је за стварање делте било потребно између милион и десет милиона година. Унутар кратера и у његовој ближој околини су детектовани минерали глине.
У истраживачком чланку објављеном у марту 2015. године научници су описали како је дошло до формирања целог система језера у региону где се налази кратер Језеро. У њему се наводи да је вода у кратер текла у макар два наврата. На северном и западном рубу кратера постоје канали који су га опскрбљивали водом, и на оба места постоји делта која се формирала таложењем материјала који је вода носила низводно. Ударни кратери имају одређену дубину на основу своје величине, а у случају да је дубина мања значи да је дошло до таложења материјала (седимента). На основу спроведених калкулација сматра се да је дебљина седимента у кратеру око хиљаду метара, и да је већину тог талога нанела вода кроз канале. Примарни циљ ровера 2020. је потрага за некадашњим живим организмима, ако их је било. Ровер би прикупио изорке који би се касније на Земљу транспортовали посебном летелицом. За спуштање ровера потребна је релативно равна површина на подручју пречника 19 км, а да је уједно била изложена течној води у дужем временском периоду у прошлости.